# Gambusia alvarezi
Gambusia alvarezi é uma espécie de peixe da família Poeciliidae.
É endémica do México.